# Kengtung Airport
Kengtung Airport är en flygplats i Myanmar.   Den ligger i regionen Shanstaten, i den östra delen av landet, 400 km öster om huvudstaden Naypyidaw. Kengtung Airport ligger 2 382 meter över havet.
Terrängen runt Kengtung Airport är kuperad åt sydost, men åt nordväst är den platt. Kengtung Airport ligger uppe på en höjd. Kengtung Airport är den högsta punkten i trakten. Runt Kengtung Airport är det ganska glesbefolkat, med 42 invånare per kvadratkilometer. Omgivningarna runt Kengtung Airport är en mosaik av jordbruksmark och naturlig växtlighet.